# Kondorosi csárda mellett
A Kondorosi csárda mellett népies dal. A szöveg Arany János verse, a dallamát gróf Festetics Leó szerezte.

## Kotta és dallam
Kondorosi csárda mellett, csárda mellett

gulya, ménes ott delelget, ott delelget,

csárdabeli szépasszonynál

bort iszik az öreg bojtár, öreg bojtár.

## Felvételek
- Kondorosi csárda mellett. Énekel: Palotás István, kísér: Lakatos György és zenekara  YouTube (2016. február 8.)  (Hozzáférés: 2016. február 13.) (audió)
- Kondorosi csárda mellett... Énekel: Rigó József  YouTube (2014. január 9.)  (Hozzáférés: 2016. február 13.) (fényképsorozat)
- Kondorosi csárda mellett. Énekel: Melis György, kíséri Puka Károly és zenekara  YouTube (2009. február 15.)  (Hozzáférés: 2016. február 13.) (videó)